# Devotion (1946)
Devotion ist eine US-amerikanische Filmbiografie, die lose auf dem Leben der Geschwister Brontë beruht. Bereits 1942/43 gedreht, erschien der Film wegen eines Streites zwischen Filmstudio Warner Bros. und Hauptdarstellerin Olivia de Havilland erst 1946 in den Kinos.

## Handlung
England in der ersten Hälfte des 19. Jahrhunderts: Charlotte und Anne Brontë, die Töchter des verwitweten Dorfpfarrers Patrick Brontë, verlassen ihre Familie, um fortan als Gouvernanten zu arbeiten. Im Haushalt leben neben ihrem Vater noch eine altjüngferliche Tante, die Schwester Emily und Bruder Branwell. Sie erhoffen sich, so aus ihrem bisher beschaulichen Leben im ländlichen Yorkshire herauszubrechen und Erfahrungen in der Außenwelt zu sammeln. Einen Teil ihres Gehaltes geben sie ihrem Bruder Branwell, der als talentierter Maler gilt und in London studieren soll, aber sich eher dem Alkohol hingibt. Die drei Schwestern streben im Gegensatz zu ihrem Bruder lieber eine Laufbahn als Schriftstellerinnen ein.
Eines Abends erreicht Arthur Nicholls, der neue Vikar von Reverend Brontë, das Dorf und trifft in der Kneipe den betrunkenen Barnwell. Obwohl es bereits sehr spät ist, begleitet Nicholls Branwell wegen seiner starken Betrunkenheit ins Pfarrhaus. Dort angekommen, hält die noch wache Emily Arthur für einen betrunkenen Freund von Branwell und behandelt ihn abweisend. Erst als Nicholls am nächsten Tag erneut im Pfarrhaus erscheint und sich als neuer Vikar vorstellt, behandelt Emily ihn höflicher und beide werden gute Freunde. Sie machen gemeinsame Spaziergänge und Arthur zeigt Emily unter anderem ein einsames Haus auf einem Hügel, das ihr zur Inspiration für ihren ersten Roman Sturmhöhe dient. Mit der Zeit kehren Charlotte und Emily von ihren Dienststellen als Gouvernanten zurück. Auf einem Ball der Nachbarsfamilie Thornton fühlt sich Arthur sofort zur Schönheit von Charlotte hingezogen und verliebt sich sofort in sie. Charlotte realisiert, dass Emily ebenfalls sich zur Arthur hingezogen fühlt, und ein Konkurrenzkampf zwischen den beiden Schwestern um Arthur entsteht.
Arthur spendiert Charlotte und Emily eine Reise zur Weiterbildung nach Brüssel, für die Finanzierung kauft er ein Bild von Branwell. Emily hofft, dass Arthur sie doch zum Bleiben im Dorf auffordert, aber er hat nur Augen für Charlotte (und hatte eigentlich auch nur wegen Charlotte die Reise spendiert). In Brüssel besuchen die Schwestern die Schule von Monsieur und Madame Heger. Charlotte gesteht ihrer Schwester, dass sie während ihrer Zeit als Gouvernante von Männern belästigt wurde und – für Emily viel schlimmer, dass Arthur sie geküsst habe. Emily ist schwer geschockt und enttäuscht von der Nachricht und bekommt schlechte Träume über das Moor. Nur wenig später holt Monsieur Heger Charlotte zu sich für eine Besprechung und küsst sie. Schließlich kehren Emily und Charlotte überstürzt nach Hause zurück, als sie von Anne einen Brief erhalten, dass Branwell schwerkrank sei. Beide beginnen dort an ihren Büchern zu schreiben. Der schwerkranke und vom Alkoholismus gezeichnete Barnwell liest beide Romane und vertraut Emily an, dass sie beide denselben Mann lieben. Die Schwestern erfahren auch, dass Arthur das Bild von Barnwell gekauft hat, um die Reise der Schwestern nach Brüssel zu finanzieren.
Eines Tages kann Emily Branwell nicht auffinden, sie sucht und entdeckt ihn im strömenden Regen, kurz darauf stirbt er. Emilys Roman Sturmhöhe und Charlottes Roman Jane Eyre werden kurz darauf unter männlichen Pseudonymen veröffentlicht. Obwohl Charlottes Jane Eyre besser verkauft wird, merkt der berühmte Autor William Makepeace Thackeray an, dass Emily die bessere Autorin sei. Thackeray stellt Charlotte der Londoner High Society vor und bei ihrem Aufenthalt trifft sie auch auf Arthur, der inzwischen im armen East End seinen Dienst verrichtet. Arthur gesteht Charlotte, dass er sie liebt, aber da Emily auch ihn liebt, hätte er nicht in Yorkshire bleiben können. Da erhält Charlotte die Nachricht, dass Emily todkrank ist. Sie kommt gerade noch rechtzeitig in Yorkshire an, um sich von ihrer Schwester zu verabschieden. Nach Emilys Tod kehrt auch Arthur zu Charlotte zurück, um sie erneut zu umwerben.

## Hintergrund
Devotion wurde zwischen Mitte November 1942 und Mitte Februar 1943 gedreht, kam aber erst am 20. April 1946 in die amerikanischen Kinos. Das lag daran, dass Hauptdarstellerin Olivia de Havilland gegen Warner Brothers im Streit um bessere Rollen Klage einreichte. Am Ende eines langen Rechtsstreits entschied ein kalifornisches Berufungsgericht 1944 zu Gunsten der Schauspielerin. Die bis dahin gängige Praxis, die Laufzeit eines Studiovertrags automatisch um die Zeit zu verlängern, in denen Schauspieler suspendiert waren, wurde verboten. Das Urteil wurde Teil des sogenannten de Havilland Law, einer arbeitsrechtlichen Regelung für die Unterhaltungsindustrie in Kalifornien, welche die Laufzeit der damals in Hollywood üblichen Studioverträge neu regelte. Das Urteil trug dazu bei, dass viele große Hollywood-Stars damit begannen, ohne Studiovertrag zu arbeiten, womit das Studiosystem an Macht verlor. Der Film selbst wurde erst veröffentlicht, nachdem der Prozess entschieden war und De Havilland mit dem im März 1946 veröffentlichten Film Mutterherz ein Comeback feiern konnte. Trotzdem übte Warner Brothers offensichtlich eine gewisse Rache an Olivia de Havilland aus: Obgleich sie eigentlich die größte Rolle des Filmes spielt, wird sie im Filmvorspann nur an dritter Stelle hinter Ida Lupino und Paul Henreid genannt.
Die Handlung des Filmes basiert nicht auf historischen Fakten, sondern ist eine Adaption einer Geschichte von Theodor Reeves. Daher nimmt sich der Film viele Freiheiten und Spekulationen im Vergleich zu den historisch gesicherten Ereignissen um die Geschwister Brontë heraus. Der Film zeigt ebenfalls den Schauspieler Montagu Love in seiner letzten Filmrolle als Reverend Brontë, er starb fast drei Jahre vor Veröffentlichung des Filmes im Mai 1943.

## Kritiken
Bei seiner Veröffentlichung wurde der Film von vielen Kritikern förmlich zerrissen. Bosley Crowther von der New York Times schrieb etwa: „Die Warners haben die Ereignisse zu einem fast unerreichten Extrem vereinfacht und haben eine Erklärung für das Talent der Brontes in den Begriffen von Louisa May Alcott gefunden. Sie haben sich die düstere Emily, die Autorin von ‚Wuthering Heights‘, und Charlotte, die Autorin von ‚Jane Eyre‘ als eine Art ‚Little Women mit einem Talent‘ vorgestellt.“ Nur Einzelaspekte wie die aufwendige Inszenierung oder die Filmmusik vom österreichischen Star-Komponisten Erich Wolfgang Korngold wurden meist gelobt. Leonard Maltin beurteilte den Film mit dem Abstand vieler Jahrzehnte milder und wertete ihn mit 2,5 von vier Sternen: „Kraftvolle Geschichte aus dem wirklichen Leben über die Bronte-Schwestern, das ein gewöhnliches Liebes-Triangel mit Henreid in der Mitte wird. Lohnenswert durch intensive, dramatische Leistungen der Darsteller.“